# Arthur Pic

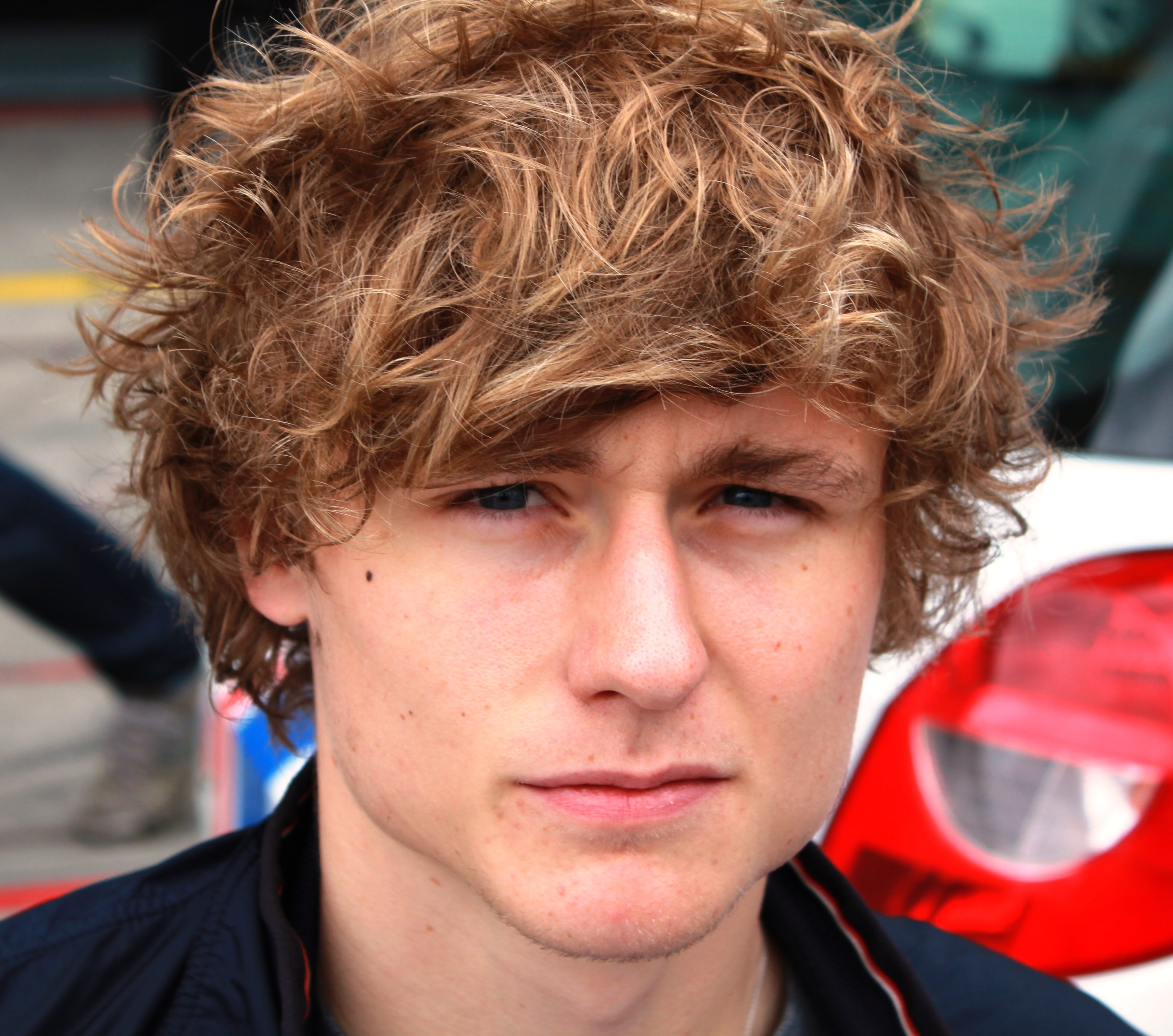
Arthur Pic (2012)

Arthur Pic (* 5. Oktober 1991 in Montélimar) ist ein französischer Automobilrennfahrer. Er trat von 2011 bis 2013 in der Formel Renault 3.5 an. Er fuhr von 2014 bis 2016 in der GP2-Serie.
Sein älterer Bruder Charles Pic ist ebenfalls Automobilrennfahrer.

## Karriere
Arthur Pic kam durch seinen älteren Bruder Charles Pic erstmals mit dem Motorsport in Kontakt. Er begann seine Motorsportkarriere 2003 im Kartsport und war bis 2006 in dieser Sportart aktiv. 2007 gab er sein Debüt im Formelsport und startete zu vier Rennen der belgischen Formel Renault 1.6. 2008 wechselte er in die Formul’Academy Euro Series. Pic gewann sechs Rennen und entschied die Meisterschaft vor Côme Ledogar für sich.
2009 wechselte Pic zu SG Formula in den Formel Renault 2.0 Eurocup und in die westeuropäische Formel Renault. Er blieb in beiden Serien hinter seinen Teamkollegen Jean-Éric Vergne und Miki Monras. In der westeuropäischen Formel Renault waren zwei dritte Plätze seine besten Resultate und er belegte den sechsten Gesamtrang. Im Formel Renault 2.0 Eurocup kam er nie aufs Podium und beendete die Saison auf dem zehnten Platz. 2010 bestritt er seine zweite Saison im Formel Renault 2.0 Eurocup für Tech 1 Racing. Pic entschied vier Rennen für sich und war nach dem Meister Kevin Korjus der Fahrer mit den zweitmeisten Siegen. Am Saisonende wurde er hinter Korjus und Luciano Bacheta Dritter in der Fahrerwertung. Außerdem nahm er an zwei Rennen der britischen Formel Renault teil.

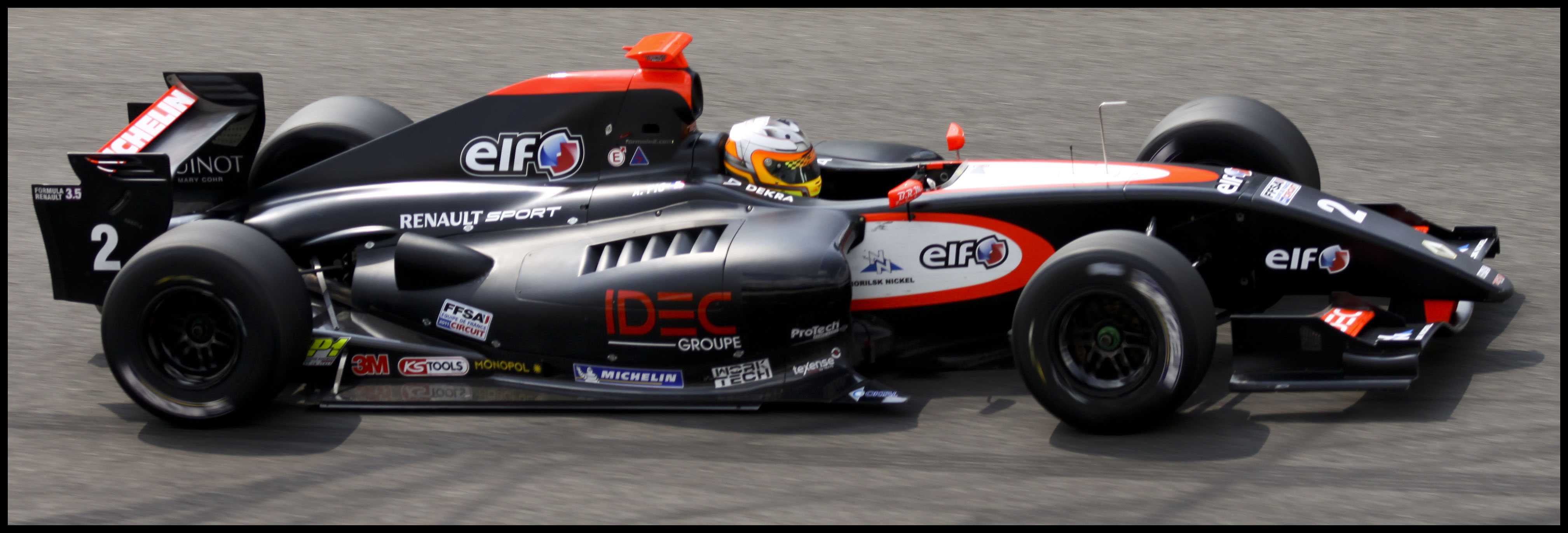
Arthur Pic beim Formel-Renault-3.5-Rennen in Spa 2011

2011 trat Pic für den Rennstall Tech 1 Racing, der im Vorjahr die Teammeisterschaft für sich entschieden hatte, in der Formel Renault 3.5 an. Während sein Teamkollege Korjus Rennen gewann und Gesamtsechster wurde, schloss Pic die Saison auf dem 23. Platz ab. Ein sechster Platz war sein bestes Resultat. 2012 wechselte Pic innerhalb der Serie zu DAMS, die neu in die Formel Renault 3.5 eingestiegen waren. Er gewann ein Rennen in Wolokolamsk und beendete die Saison auf dem achten Rang. Damit setzte er sich gegen seinen Teamkollegen Lucas Foresti, der 23. wurde, durch. 2013 bestritt Pic seine dritte Formel-Renault-3.5-Saison. Er erhielt ein Cockpit bei AV Formula, die erstmals in der Meisterschaft antraten. Mit einem dritten Platz als bestem Resultat wurde er wie in der Vorsaison Gesamtachter. Mit 74 zu 0 Punkten setzte er sich intern gegen Yann Cunha durch. Am Ende des Jahres startete Pic zu drei Veranstaltungen der MRF Challenge Formel 2000 2013/14. Er gewann zwei Rennen und wurde Vierter in der Fahrerwertung.
2014 wechselte Pic zu Campos Racing in die GP2-Serie. Beim Hauptrennen in Mogyoród gelang ihm sein erster GP2-Sieg. Mit zwei weiteren Podest-Platzierungen beendete er die Saison auf dem siebten Gesamtrang. Mit 124 zu 2 Punkten setzte er sich deutlich gegen seinen Teamkollegen Kimiya Satō durch. Darüber hinaus startete Pic 2014 für Sébastien Loeb Racing bei einem Rennen der European Le Mans Series (ELMS). 2015 blieb Pic bei Campos Racing in der GP2-Serie. Mit zwei zweiten Plätzen als beste Ergebnisse wurde er in der Fahrerwertung Elfter. Intern unterlag er Rio Haryanto mit 60 zu 138 Punkten. 2016 wechselte Pic innerhalb der GP2-Serie zu Rapax. Ein dritter Platz in Hockenheim war seine beste Platzierung. Die letzten zwei Veranstaltungen ließ er aus nicht näher definierten gesundheitlichen Problemen aus. Er beendete die Saison auf dem 14. Gesamtrang.

## Statistik

### Karrierestationen
| - 2003–2006: Kartsport - 2007: Belgische Formel Renault 1.6 - 2008: Formul’Academy Euro Series (Meister) - 2009: Formel Renault 2.0 Eurocup (Platz 10) - 2009: Westeuropäische Formel Renault (Platz 6) | - 2010: Formel Renault 2.0 Eurocup (Platz 3) - 2010: Britische Formel Renault (Platz 24) - 2011: Formel Renault 3.5 (Platz 23) - 2012: Formel Renault 3.5 (Platz 8) - 2013: Formel Renault 3.5 (Platz 8) | - 2014: MRF Challenge Formel 2000 (Platz 4) - 2014: GP2 Serie (Platz 7) - 2014: ELMS, LMP2 (Platz 23) - 2015: GP2-Serie (Platz 11) - 2016: GP2-Serie (Platz 14) |

### Einzelergebnisse in der GP2-Serie
| Jahr | Team          | 1   | 2   | 3   | 4   | 5   | 6   | 7   | 8   | 9   | 10  | 11  | 12  | 13  | 14  | 15  | 16  | 17  | 18  | 19  | 20  | 21  | 22  | Punkte | Rang |
| ---- | ------------- | --- | --- | --- | --- | --- | --- | --- | --- | --- | --- | --- | --- | --- | --- | --- | --- | --- | --- | --- | --- | --- | --- | ------ | ---- |
| 2014 | Campos Racing | BRN | BRN | ESP | ESP | MON | MON | AUT | AUT | GBR | GBR | GER | GER | HUN | HUN | BEL | BEL | ITA | ITA | RUS | RUS | UAE | UAE | 124    | 7.   |
| 2014 | Campos Racing | 5   | 9   | 6   | 4   | 6   | 5   | 10  | 13  | 11  | 22* | 19  | DNF | 1   | 6   | 15  | 20  | 2   | 7   | 4   | 5   | 8   | 3   | 124    | 7.   |
| 2015 | Campos Racing | BRN | BRN | ESP | ESP | MON | MON | AUT | AUT | GBR | GBR | HUN | HUN | BEL | BEL | ITA | ITA | RUS | RUS | BRN | BRN | UAE | UAE | 60     | 11.  |
| 2015 | Campos Racing | DNF | 10  | 9   | 8   | 4   | 6   | 9   | 11  | 14  | 16  | 13  | 10  | 2   | DNF | 7   | 2   | 8   | 13  | 10  | 16  | 17  | C   | 60     | 11.  |
| 2016 | Rapax         | ESP | ESP | MON | MON | AZE | AZE | AUT | AUT | GBR | GBR | HUN | HUN | GER | GER | BEL | BEL | ITA | ITA | MAS | MAS | UAE | UAE | 36     | 14.  |
| 2016 | Rapax         | 13  | DNF | 10  | 9   | DNF | 8   | 9   | 18  | 14  | 11  | 5   | DNF | 4   | 3   | 14  | 22  | DNF | 11  | INJ | INJ | INJ | INJ | 36     | 14.  |